# Paul Hazard

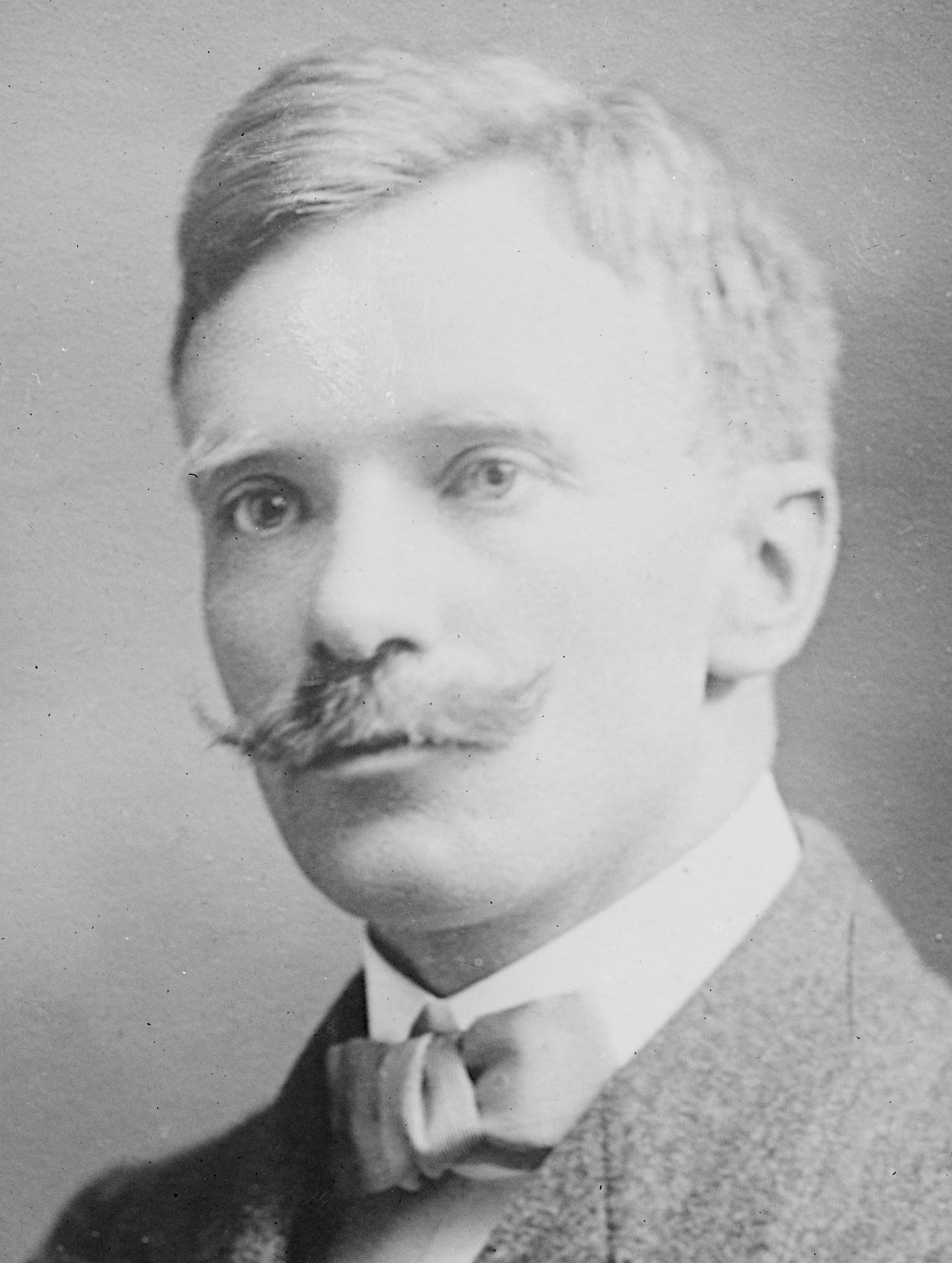
Paul Hazard

Paul Gustave Marie Camille Hazard (* 30. April 1878 in Noordpeene, Département Nord; † 12. April 1944 in Paris) war ein französischer Literaturwissenschaftler, Historiker und Essayist, der sich vor allem mit der Geistesgeschichte der europäischen Aufklärung befasste.

## Leben

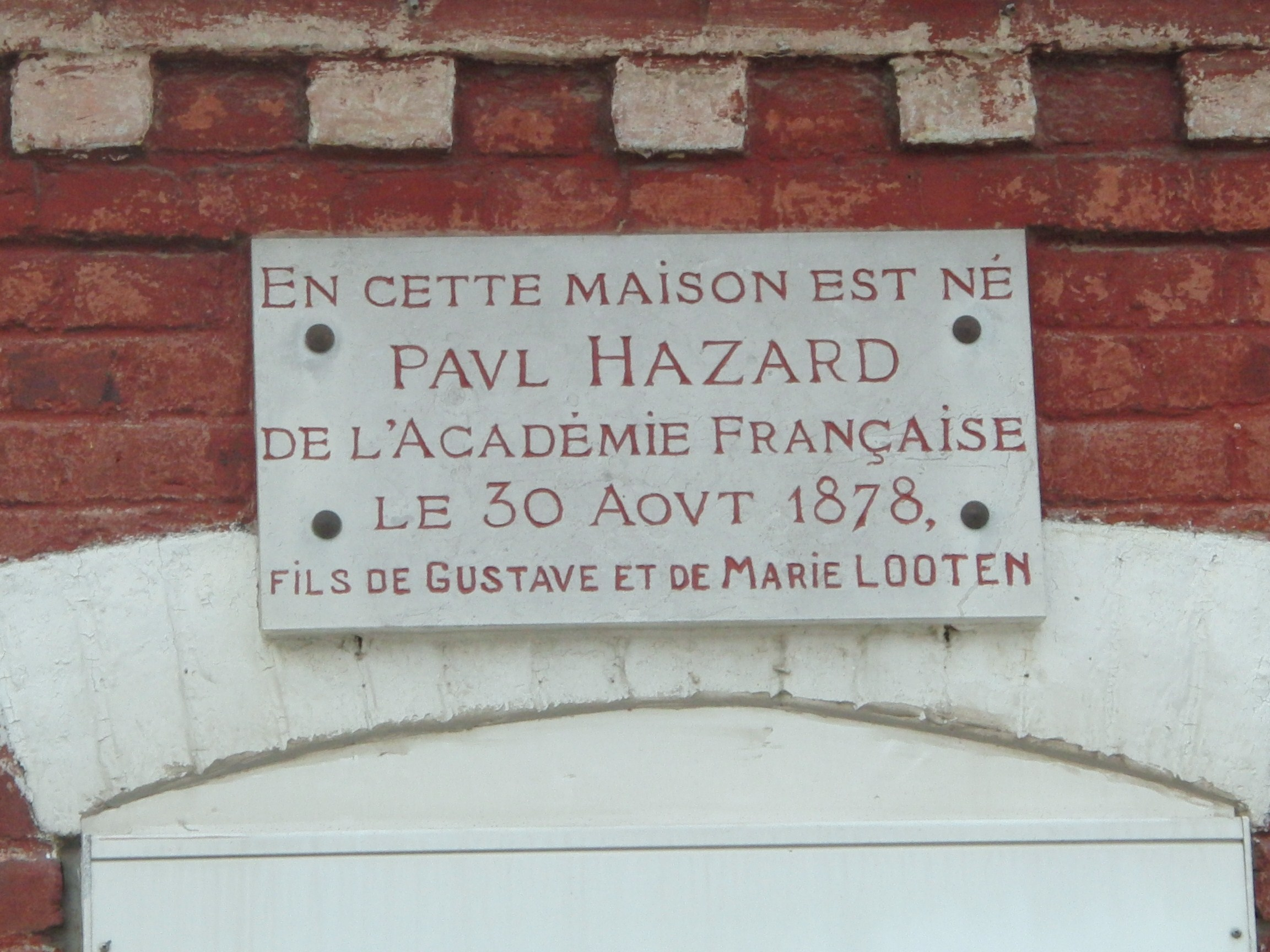
Tafel an seinem Geburtshaus in Noordpeene

Paul Hazard entstammte einer Lehrerfamilie; sein Vater und sein Großvater waren Lehrer in Noordpeene, im Französisch-Flandern. Paul besuchte die Schule des Dorfes und machte den Grundschulabschluss im nahegelegenen Arnèke. Dank eines Stipendiums konnte er das Collège in Armentières, das heute seinen Namen trägt, und dann das Lycée in Lille besuchen. Er legte einen Schwerpunkt auf alte Sprachen und gewann beim Schülerwettbewerb Concours général 1897 den ersten Preis für Übersetzung aus dem Latein. Hazard wurde 1899 an der École normale supérieure angenommen und bestand 1903 die Agrégation de lettres (Staatsprüfung für das höhere Lehramt) als zweitbester seines Jahrgangs.
Anschließend erhielt er ein Stipendium für einen zweijährigen Studienaufenthalt in Italien. Nach seiner Rückkehr wurde er 1905 Rhetoriklehrer und unterrichtete an Lycées in Saint-Quentin und Reims. An der geisteswissenschaftlichen Fakultät der Universität Lyon schloss er 1910 das Doctorat d’État ab. Seine beiden Qualifikationsschriften befassten sich einerseits mit den Auswirkungen der Französischen Revolution auf die italienische Literatur, andererseits mit dem Tagebuch von Pierre Louis Ginguené.
Im Jahr darauf erhielt er einen Lehrauftrag für vergleichende neuere Literatur in Lyon. Als Maître de conférences (Hochschuldozent) für Geschichte der französischen Literatur wechselte er 1913 an die Universität Paris (Sorbonne). Im Ersten Weltkrieg diente er im Stab des Generals Albert d’Amade und dann als Hauptmann und Übersetzer in Italien. Von 1919 bis 1922 übernahm er an der Sorbonne die Lehrstuhlvertretung für Fernand Baldensperger. Gastdozenturen und -professuren führten ihn nach Madrid (1921), an die Columbia University (1923), nach Santiago de Chile (1924), Chicago (1928), an die Harvard University (1929 und 1936) sowie das Bryn Mawr College bei Philadelphia (1930).
Hazard wurde 1925 zum Professor am Collège de France gekürt, wo er bis 1938 den Lehrstuhl für neuere und vergleichende Literatur innehatte. 1929 wurde er in die American Academy of Arts and Sciences und 1935 in die Académie royale des Sciences, des Lettres et des Beaux-Arts de Belgique gewählt. Im Zweiten Weltkrieg wurde Hazard als Oberstleutnant zum Dienst im Informationsministerium einberufen. Zum Mitglied der Académie française wurde er 1940 gewählt, wo er als Nachfolger Georges Goyaus das Fauteuil Nr. 11 innehatte.
Der gläubige Katholik war ab 1922 mit Alice Sophie Planquais verheiratet, die Ehe blieb kinderlos. Paul Hazard starb am 12. April 1944 in Paris kurz vor der Befreiung.
Wichtige Werke von ihm sind La Crise de la conscience européenne. 1680–1715 (Die Krise des europäischen Geistes. 1680–1715) aus dem Jahr 1935 und La Pensée européenne au XVIIIe siècle, de Montesquieu à Lessing (Die Herrschaft der Vernunft. Das europäische Denken im 18. Jahrhundert), erschienen im Jahr 1946.

## Zitat
„Was ist Europa? Ein Denken, das sich nie zufrieden gibt. Ohne Mitleid mit sich selbst verfolgt es unaufhörlich zwei Spuren: die des Glücks und die der Wahrheit, die ihm noch unentbehrlicher ist und noch mehr am Herzen liegt. Kaum hat es einen Zustand erreicht, der dieser doppelten Forderung zu entsprechen scheint, so bemerkt es, weiß es, daß seine unsichere Hand nur etwas Vorläufiges, etwas Relatives hält; und es beginnt die verzweifelte Suche von neuem, die sein Ruhm und seine Qual ist.“

## Werke
- La Révolution française et les lettres italiennes, 1789–1815. Thèse présentée à la Faculté des lettres de Lyon (1910)
- Journal de Ginguené 1807–1808. (1910)
- Giacomo Leopardi (1913)
- Un examen de conscience de l'Allemagne : d'après les papiers de prisonniers de guerre Allemands. Paris : Bloud et Gay, 1915
- La ville envahie (1916)
- L’Italie vivante (1923)
- Histoire illustrée de la littérature française (avec Joseph Bédier, 2 vol., 1923–24)
- Lamartine (1925)
- La Vie de Stendhal (1928)
- Avec Victor Hugo en exil (1930)
- Don Quichotte de Cervantès : étude et analyse (1931)
- La Crise de la conscience européenne: 1680-1715 (1935)
- Le Visage de l'enfance (1938)
- Quatre études. Baudelaire. Romantiques. Sur un cycle poétique. L'Homme de sentiment (1940)
- La Pensée européenne au XVIIIe siècle, de Montesquieu à Lessing (1946)
- Les Livres, les enfants et les hommes (1949)

## Deutsche Übersetzungen
- Die Krise des europäischen Geistes. 1680–1715. Aus dem Französischen übertragen von Harriet Wegener; Einführung von Prof. Carlo Schmid. Hamburg: Hoffmann und Campe 1939.
- John Locke (1632–1704) und sein Zeitalter. Aus dem Französischen übertragen von Harriet Wegener und Albert E. Brinckmann. Hamburg: Hoffmann & Campe 1947.
- Die Herrschaft der Vernunft. Das europäische Denken im 18. Jahrhundert. Aus dem Französischen übertragen von Harriet Wegener und Karl Linnebach. Hamburg: Hoffmann & Campe, 1949
- Stendhal: wie er lebte, schrieb und liebte. Hamburg: Hoffmann & Campe, 1950.
- Kinder, Bücher und große Leute. Vorwort von Erich Kästner. Aus dem Französischen von Harriet Wegener. Hamburg: Hoffmann und Campe Verlag 1952.